# Elezioni amministrative turche del 2004
Le elezioni amministrative del 2004 in Turchia si sono svolte domenica 28 marzo 2004. In un'unica tornata, i 43.347.525 elettori turchi erano chiamati a rinnovare 81 consigli provinciali, nonché ad eleggere i sindaci e i consiglieri di tutte le amministrazioni comunali. I 173.174 seggi, localizzati perlopiù nelle scuole, sono stati aperti al più fino alle 17:30 nelle province occidentali e sono stati visitati dal 78,4% degli elettori, che hanno posto il proprio voto timbrando sì (in Turco evet) sui simboli dei partiti prescelti in un numero di schede variabile da 3 a 5, a seconda che vivessero o meno nelle 16 grandi città (in Turco büyük şehir) dove si elegge un "super" sindaco e una "super" assemblea cittadina, mentre hanno scelto il proprio rappresentante di quartiere (o il capovillaggio nelle aree rurali) applicando un adesivo apartitico su una quarta o sesta scheda.
Il risultato ha premiato in maniera decisa il Partito per la Giustizia e lo Sviluppo, l'AKP (A-Che-Pe) del premier Recep Tayyip Erdoğan (al governo dal 2002), soprattutto per le brillanti performance economiche, nonché per l'impegno profuso per ottenere l'adesione nella UE.
L'altro partito presente in Parlamento, il Partito Popolare Repubblicano, il CHP (Ge-He-Pe) guidato da Deniz Baykal e storicamente di impostazione laica e di sinistra, nonostante la perdita di alcune simboliche ed importanti roccaforti (Antalya, Kocaeli e Gaziantep), ha nuovamente superato in maniera agevole l'importante soglia psicologica del 10%, lo sbarramento da oltrepassare alle elezioni legislative generali per essere ammessi al Parlamento nazionale, così come le due formazioni nazionaliste di destra, il MHP (Me-He-Pe) ed il DYP (De-Ye-Pe). Il Partito Democratico di Sinistra, il DSP (De-Se-Pe) del precedente premier Bülent Ecevit, ha subito invece un'altra pesante sconfitta elettorale, pur riuscendo a mantenere alcune importanti roccaforti; cosa non riuscita invece al Partito della Madrepatria (ANAP), partito di centrodestra e di governo per diverse legislature. Tra gli sconfitti anche gli integralisti islamici del SP, gli isolazionisti del Partito della Gioventù, fondato dal barone dei media Cem Uzan e, nonostante alcune affermazioni lusinghiere, anche i Social Democratici del SHP (Se-He-Pe), sotto il cui ombrello correvano anche molte formazioni curde.
Per una peculiare caratteristica del sistema politico turco, la carica di sindaco dei capoluoghi di provincia riveste un'importanza simbolica significativa, soprattutto quella delle tre grandi città del paese, Istanbul, Ankara ed Izmir.
I commentatori turchi hanno perlopiù salutato il risultato come uno spostamento a destra ed una netta sconfitta per tutte le anime, in Turchia molte e variegate, della sinistra, oltre che come l'ennesima testimonianza del desiderio di stabilità e buon governo degli elettori.
Tra le affermazioni più significative quella del giovane Mustafa Sarıgül, riconfermato con un vero e proprio plebiscito per il CHP sindaco di Şişli, un centralissimo quartiere di Istanbul ed in pratica l'unico vero astro nascente della sinistra in Turchia, e del Rettore Yılmaz Büyükerşen, riconfermato sindaco di Eskişehir per il DSP dopo un appassionante testa a testa con il locale candidato dell'AKP.

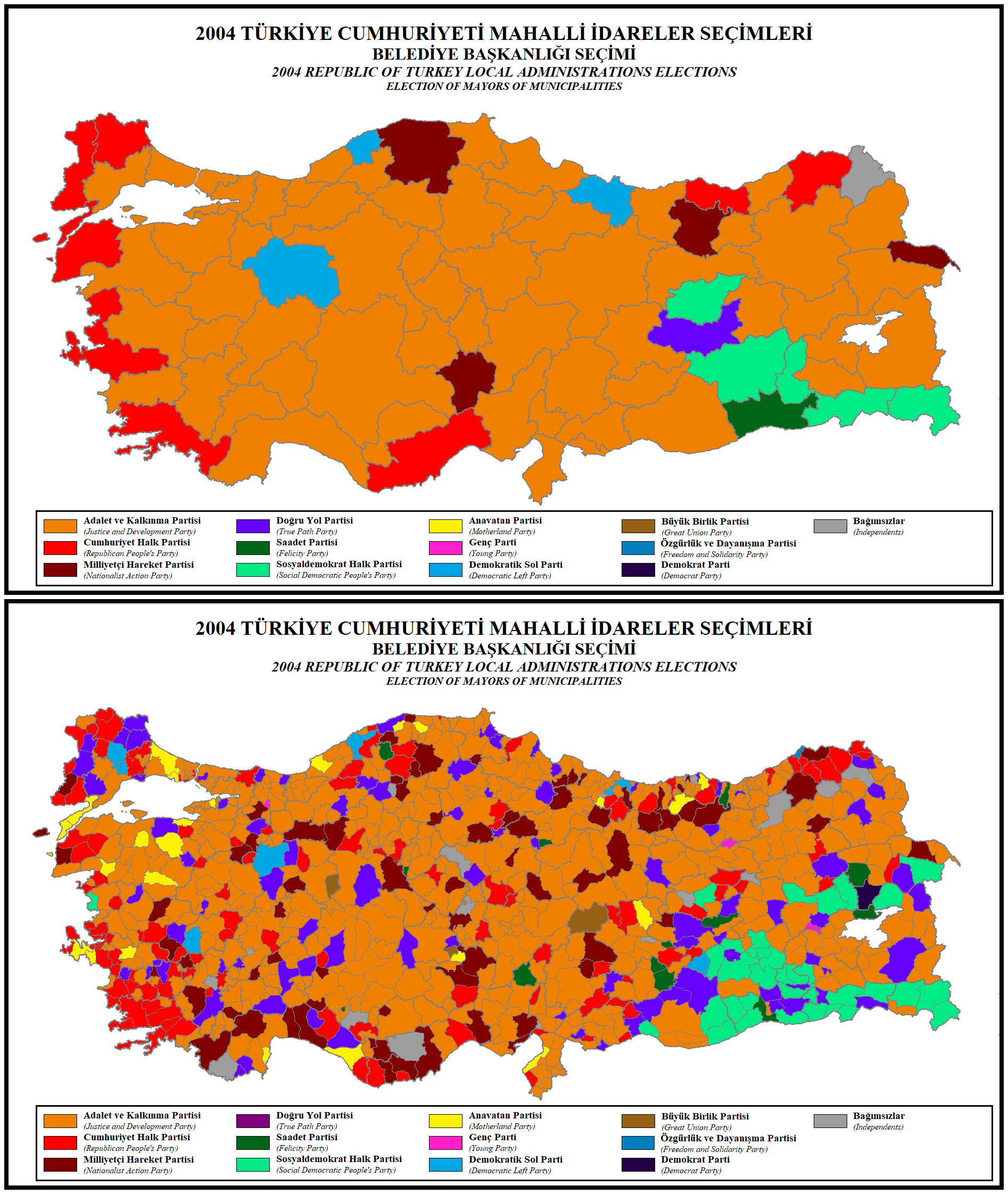

## Risultati
Questi i risultati totali per le assemblee provinciali:
| Partito | %     | maggioranza |
| ------- | ----- | ----------- |
| AKP     | 42,0% | 72 province |
| CHP     | 17,9% | 2 province  |
| MHP     | 10,3% | 1 provincia |
| DYP     | 10,2% |             |
| SHP     | 4,8%  | 6 province  |
| SP      | 3,9%  |             |
| GP      | 2,7%  |             |
| ANAP    | 2,6%  |             |
| DSP     | 2,2%  |             |
| BBP     | 1,2%  |             |

Questi i risultati per i sindaci dei capoluoghi di provincia:
| Partito | sindaci | nel 1999      |
| ------- | ------- | ------------- |
| AKP     | 58      | 17 al FP (**) |
| CHP     | 8       | 11            |
| SHP     | 5       | 7 all'HADEP   |
| MHP     | 4       | 21            |
| DSP     | 3       | 9             |
| DYP     | 1       | 3             |
| SP      | 1       | 17 al FP (**) |
| ANAP    | 0       | 13            |
| Ind.    | 1       | 0             |

(**) I membri del disciolto FP (Fe-Pe) si sono divisi tra AKP e SP.
Questo i risultati per i sindaci delle grandi città:
Istanbul: Sindaco Kadir Topbaş, AKP, 44,9%.

In dettaglio:
| Partito | sindaci | precedenti |
| ------- | ------- | ---------- |
| AKP     | 25      | 14         |
| CHP     | 5       | 4          |
| ANAP    | 3       | 8          |
| SP      | 0       | 5          |
| GP      | 0       | 1          |
| DSP     | 0       | 1          |

Ankara: Sindaco Melih Gökçek, AKP, 55,0%.

In dettaglio:
| Partito | sindaci |
| ------- | ------- |
| AKP     | 10      |
| CHP     | 1       |

Izmir: Sindaco Ahmet Piriştina, CHP, 47,2%.

In dettaglio:
| Partito | sindaci |
| ------- | ------- |
| CHP     | 11      |
| AKP     | 5       |